# Zdraveț, Razgrad
Zdraveț (în bulgară Здравец) este un sat în comuna Samuil, regiunea Razgrad,  Bulgaria. 

## Demografie
Componența etnică a satului Zdraveț
     Turci (82,01%)
     Nicio identificare (7,93%)
     Bulgari (10,05%)
     Romi (0%)
La recensământul din 2011, populația satului Zdraveț era de 378 locuitori. Din punct de vedere etnic, majoritatea locuitorilor (82,01%) erau turci, cu o minoritate de bulgari (10,05%). Pentru 7,93% din locuitori nu este cunoscută apartenența etnică.